# Austroceratoppia serapi
Austroceratoppia serapi är en kvalsterart som beskrevs av Sandór Mahunka 1996. Austroceratoppia serapi ingår i släktet Austroceratoppia och familjen Ceratoppiidae. Inga underarter finns listade.